# Visby (Zweden)
Visby (Duits: Wisby) is de grootste stad op het Zweedse Oostzee-eiland Gotland en de hoofdstad van de provincie Gotlands län, die het gehele eiland beslaat. De hanzestad telt 24.942 inwoners (31-12-2020), heeft een oppervlakte van 1208 hectare en is een van de veertien Zweedse werelderfgoederen op de Werelderfgoedlijst van de UNESCO.

## Geschiedenis
Visby werd in de 10e eeuw gesticht en was van de 12e tot de 14e eeuw een van de belangrijkste hanzesteden. Door zijn ligging nam het een belangrijke plaats in in de handel over de Oostzee en de Noordzee. De stad beschikte reeds aan het begin van de dertiende eeuw over een ondergronds waterleidingsysteem. In 1361 werd de stad door Denemarken veroverd, maar in de 17e eeuw weer door Zweden geannexeerd.
Na de 14e eeuw nam het belang van de stad sterk af. Dit kwam onder andere door de pest, door piraterij, doordat Denemarken en Zweden om deze stad enige oorlogen voerden, en uiteindelijk in 1525 door de aanval van de Duitse stad Lübeck.
Door de economische teruggang werden de gebouwen en constructies uit de bloeitijd van de stad gespaard (er was geen noodzaak om gebouwen te vervangen, voor andere, door economische ontwikkeling veroorzaakte, toepassingen). Al in het begin van de 19e eeuw werd de stad tot nationaal monument verklaard. Van alle ongeveer 220 hanzesteden was Visby dan ook in een van de beste posities om in 1995 tot werelderfgoed te worden verklaard.

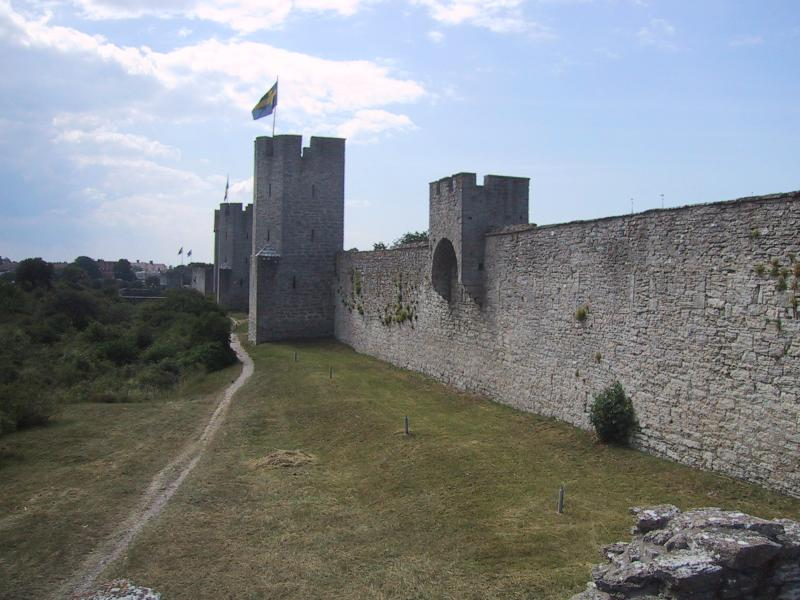
Stadsmuur van Visby

In het zeerecht voor transporten over zee is de stad nog naamgever voor een aantal regels die voor die transporten gelden namelijk de Haags-Visbysche Regels.

## Stadsbeeld
Visby is hoofdzakelijk bekend door de grotendeels intacte, uit de 13e eeuw stammende 3,4 km lange stadsmuur (ringmuren) rondom het oude gedeelte van de stad. Ook zijn er veel middeleeuwse gebouwen (meer dan 200) te vinden. De stadsindeling stamt nog uit de middeleeuwen. Er waren toen 17 middeleeuwse kerken in Visby, waarvan de meeste tot ruïnes zijn vervallen. Eén is nog intact.
Visby is een van de best bewaarde en meest complete van de hanzesteden. De stadsmuur met de poorten Norderport, Österport, Söderport en Skansport en de 13e-eeuwse torens zijn nog nagenoeg intact. De ruïnes van een dozijn middeleeuwse kerken zijn een testament van het rijke verleden, alsook het middeleeuwse stratenplan en de overblijfselen van meer dan 200 opslaghuizen en handelaarshuizen uit deze periode.
Bezoekers komen vooral naar Visby voor de:
- Strandgatan, middeleeuwse straat
- Kruttornet, kruittoren
- Gotlands Naturmuseum
- St Nicolai, kerkruïne
- Sint-Catherina , kerkruïne
- Domkyrkan Sta Maria
- Gotlands Fornsal, archeologisch museum

## Evenementen
- In augustus (week 32) wordt het middeleeuwse festival Medeltidsveckan (middeleeuwse week) gehouden. Dit is de week dat Visby het hoogtepunt van het toeristische seizoen bereikt. Gedurende Medeltidsveckan wordt Visby omgetoverd tot een echte middeleeuwse stad. Mensen lopen in middeleeuwse kleding, er is een grote middeleeuwse markt en in parades tonen bezoekers en medewerkers hun kleding. Er zijn veel muziek- en toneelvoorstellingen, rondleidingen, lezingen en een riddertoernooi. Cafés, restaurants en concertpodia zijn open voor de bezoeker. De middeleeuwse sfeer van de stad komt gedurende dit festival het beste tot zijn recht.
- Almedalsveckan, (De week van Almedalen); een politiek evenement.

## Verkeer en vervoer
Door de plaats lopen de Länsväg 140, Länsväg 142, Länsväg 143, Länsväg 147, Länsväg 148 en Länsväg 149.
De stad heeft een haven waarvandaan veerdiensten vertrekken.
Bij de stad ligt er ook de Luchthaven Visby.

## Stedenbanden
- Rodos (Griekenland)

## Geboren
- Elfrida Andrée (1841-1929), organiste, componiste en dirigente
- Thomas Lövkvist (1984), wielrenner
- Alexander Gerndt (1986), voetballer
- Adam Ladebäck (1992), voetbalscheidsrechter

## Trivia
- De televisieserie Pippi Langkous naar het boek van Astrid Lindgren is in Visby opgenomen. Ten zuiden van de stad is er een pretpark waar de originele villa Kakelbont staat.

## Externe links

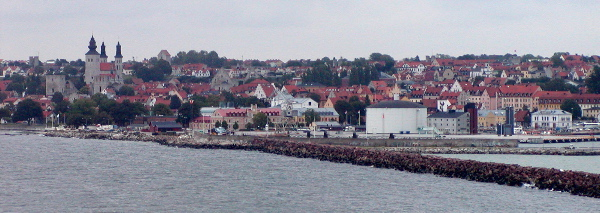
Panorama van Visby